# Серро-Чато (Пайсанду)
Серро-Чато (исп. Cerro Chato) — населённый пункт сельского типа в западной части Уругвая, в департаменте Пайсанду.

## География
Расположен в северной части департамента, примерно в 95 км к северо-востоку от административного центра департамента, города Пайсанду. Абсолютная высота — 120 метров над уровнем моря.

## Экономика
Основу экономики составляет сельское хозяйство. На полях в окрестностях Серро-Чато возделываются арахис, батат, тыквы и цитрусовые.

## Население
Население по данным на 2011 год составляет 333 человека.
| Год  | Население |
| ---- | --------- |
| 1963 | 464       |
| 1975 | 406       |
| 1985 | 296       |
| 1996 | 272       |
| 2004 | 360       |
| 2011 | 333       |

Источник: Instituto Nacional de Estadística de Uruguay